# Оити
Оити (яп. お市, おいち о-ити, 1547 — 14 июня 1583) — дочь Оды Нобухидэ, младшая сестра Оды Нобунаги. Жена Адзаи Нагамасы и Сибаты Кацуиэ. При жизни считалась несравненной красавицей. Умерла в возрасте 37 лет.

## Биография
Оити родилась в 1547 году в семье Оды Нобухидэ, даймё провинции Овари. В 1567 году по приказу своего старшего брата Оды Нобунаги она вышла замуж за Адзаи Нагамасу, даймё северной части провинции Оми, хозяина замка Одани. Этот брак должен был обеспечить поддержку рода Адзаи во время похода Нобунаги на Киото.
В 1570 году Адзаи Нагамаса предал Нобунагу во время кампании против рода Асакура. Оити, родившая мужу 3 дочерей — Тятю, Хацу и Го, а также 2 сыновей, отказалась возвращаться к преданному брату. Однако рассказывают, что она послала Нобунаге мешок с бобами, связанный с обоих концов, якобы приносящий удачу, но в действительности это было предупреждение, о том, что его атакуют спереди и с тыла кланы Aсакура и Aдзаи. Согласно этой истории, Нобунага понял сообщение и вовремя отступил.
Боевые действия продолжались в течение трех лет, пока род Асакура и другие члены «антинобунагской коалиции» не были уничтожены или ослаблены. Oити оставалась с мужем в замке Oдани на протяжении всего конфликта, даже после того, как Тоётоми Хидэёси, верный вассал Нобунаги в то время, начал осаду замка. Когда Oдани был окружен, Нобунага потребовал, чтобы его сестра была возвращена ему до финальной атаки. Нагамаса согласился и отправил к нему Oити и трёх её дочерей, а сам совершил сэппуку. Нобунага уничтожил род Адзаи и приказал распять первенца Оити, а младшего сына заточить в монастырь.
Oити с дочерьми остались на попечении рода Ода на следующее десятилетие. В 1582 году, после гибели Нобунаги, его сыновья и вассалы разбились на две основные группировки, во главе с двумя генералами Нобунаги, Сибатой Кацуиэ и Тоётоми Хидэёси. Третий сын Нобунаги, Нобутаки, принадлежавший к первой группе, устроил брак своей тёти Oити с Кацуиэ, хозяином замка замка Китаносё в провинции Этидзэн. с тем чтобы обеспечить его лояльность клану Ода. В следующем году её муж вступил в войну с Тоётоми Хидэёси за наследие Нобунаги, однако потерпел поражение в решающей битве при Сидзугатакэ. Когда армия Хидэёси осадила замок, Кацуиэ умолял Oити бежать с дочерьми и искать защиты Хидэёси. Oити отказалась и 14 июня 1583 года, вместе с мужем совершила сэппуку.

## Дочери Оити
Перед смертью Оити отправила к Тоётоми Хидэёси трёх дочерей, ставших женами знатных политиков Японии.
Старшая и самая известная, Ёдо-доно, стала наложницей Тоётоми Хидэёси. Она стала известна как Ёдо-доно или Ёдогими (имя, данное ей Хидэёси от названия замка Ёдо) и родила двух сыновей, в том числе Тоётоми Хидэёри. Ёдо-доно и Хидэёри погибли во время осады Осакского замка.
Вторая, Хацу, стала женой Кёгоку Такацугу, даймё провинции Вакаса. Род Кёгоку встал на сторону  Токугавы Иэясу после смерти Тоётоми Хидэёси, дав ей возможность служить в качестве посредника между Иэясу и Ёдо-доно. Она напрасно старалась положить конец их вражде, а после смерти Ёдо-доно и Хидэёри, ей удалось спасти дочь Хидэёри, отправив её в монастырь.
Младшая, Адзаи Го (также известна как Ого), стала женой второго сёгуна Токугавы Хидэтады. У них было много детей, в том числе третий сёгун Иэмицу и Кадзуки, супруга императора Го-Мидзуноо. Дочь Кадзуки Oкико стала императрицей Мэйсё, таким образом, посмертно Oити стала бабушкой сёгуна и прабабушкой императрицы.

## В культуре
Оити является играбельным персонажем в серии игр Samurai Warriors, где её история конкретизирована. Такая же версия и в игре Pokémon Conquest (Покемон + амбиции Нобунаги в Японии), где её партнёрами являются покемоны Джиглипуфф и Вигглитаф.
Oити (под псевдонимом Ойю из Oдани) является игровым персонажем в игре Onimusha 2: Samurai’s Destiny.
Начиная со второй игры, Оити появляется в серии игр Sengoku Basara.
Оити — имя начального наводчик наемника в MMORPG Atlantica Online.
В японском аниме Nobunaga no Shinobi, Оити (Оичи) присутствует как персонаж.
Ойти Ода присутствует в игре Forge of Empires в качестве эмиссара культурного поселения феодальной Японии.